# Andau
Andau is een gemeente in de Oostenrijkse deelstaat Burgenland, gelegen in het district Neusiedl a.See (ND). De gemeente heeft ongeveer 2500 inwoners.

## Geografie
Andau heeft een oppervlakte van 47,3 km². Het ligt in het uiterste oosten van het land.

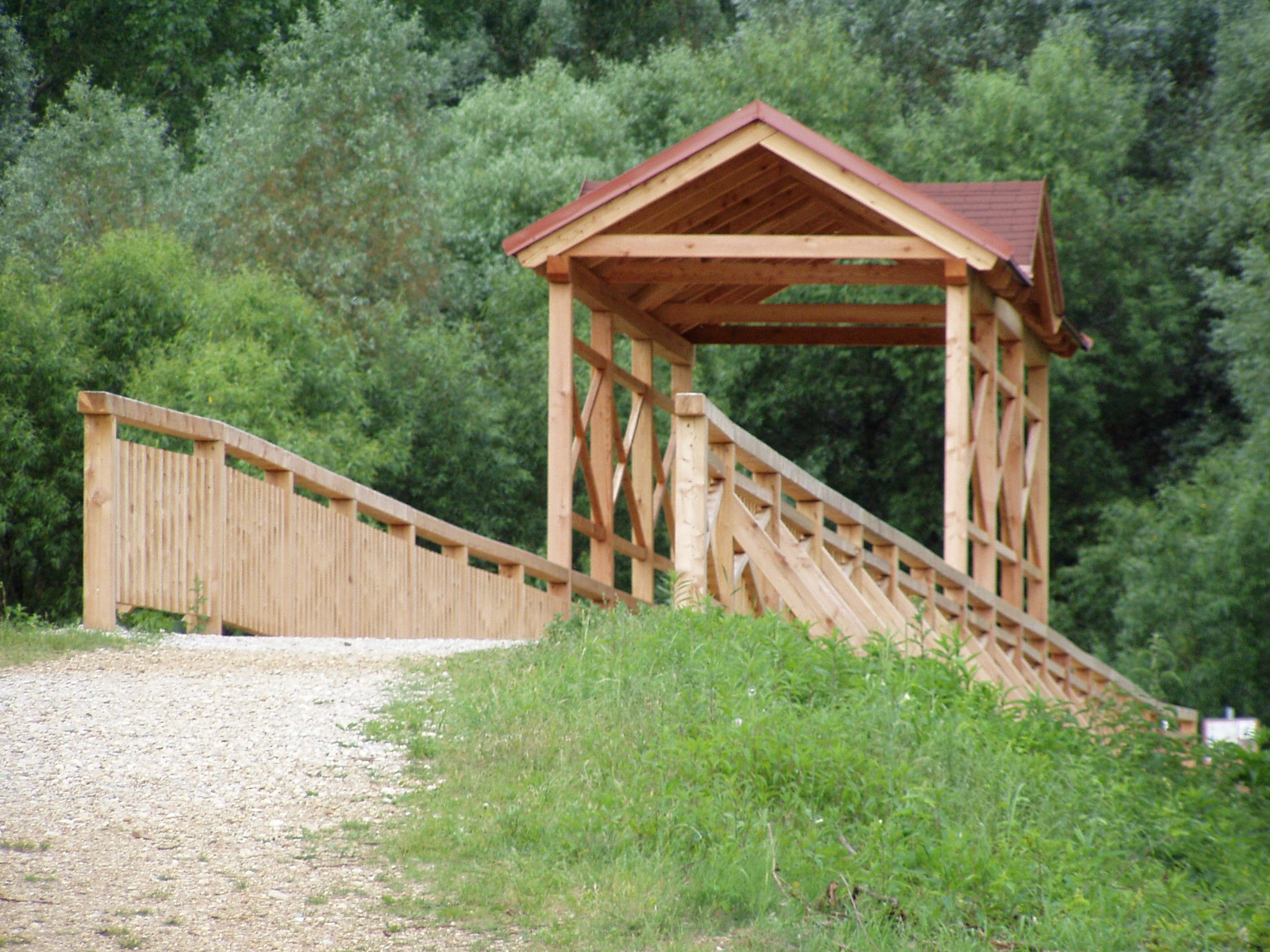
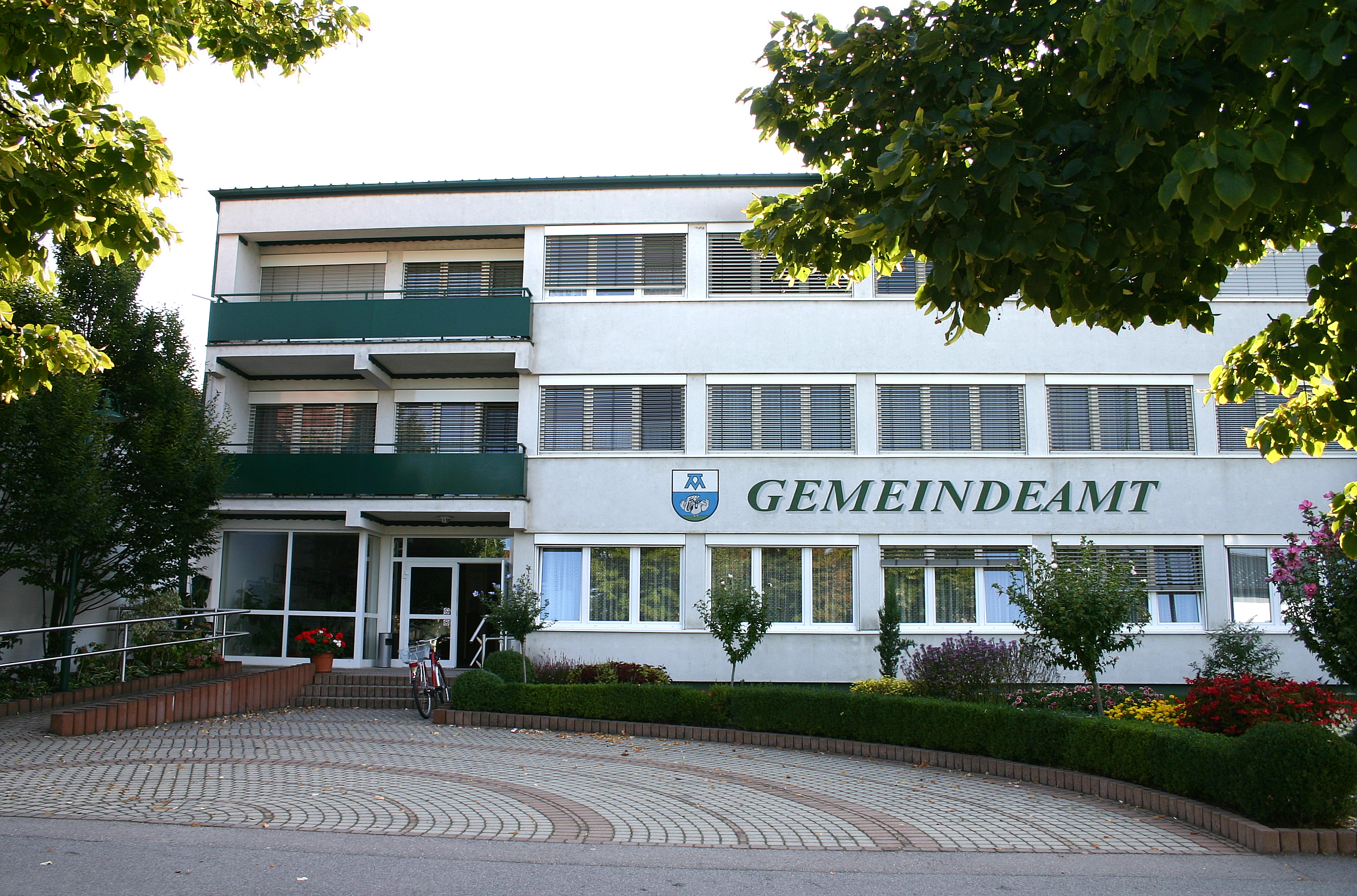
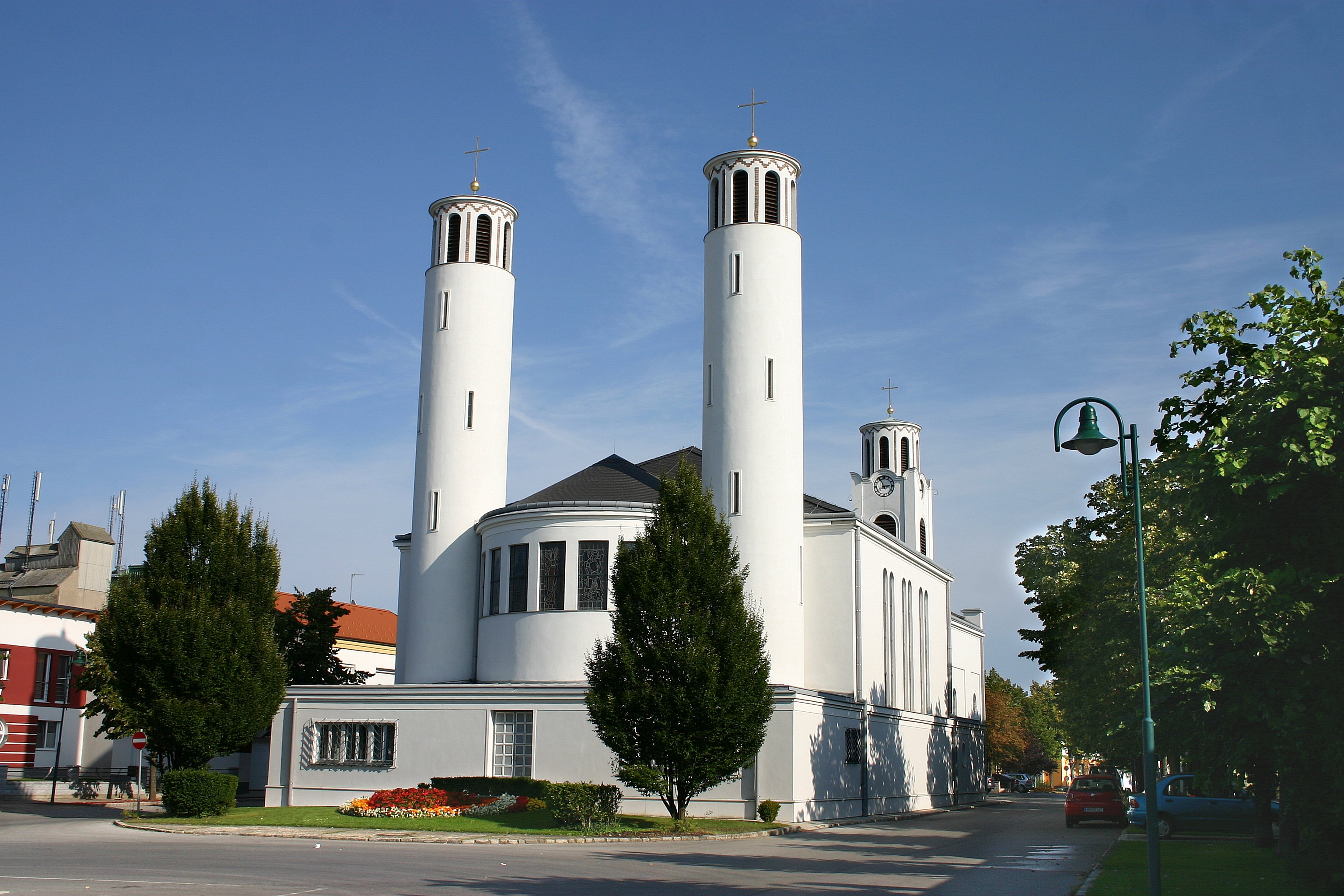
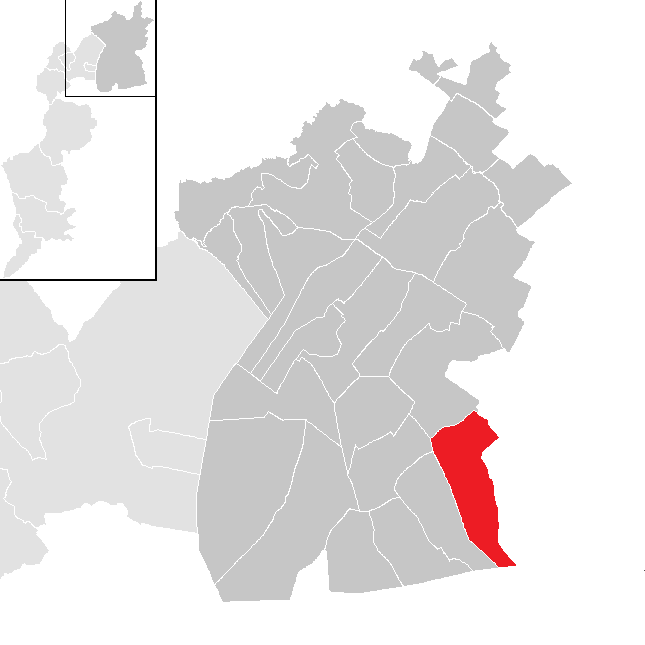

Andau · Apetlon · Bruckneudorf · Deutsch Jahrndorf · Edelstal · Frauenkirchen · Gattendorf · Gols · Halbturn · Illmitz · Jois · Kittsee · Mönchhof · Neudorf bei Parndorf · Neusiedl am See · Nickelsdorf · Pama · Pamhagen · Parndorf · Podersdorf am See · Potzneusiedl · Sankt Andrä am Zicksee · Tadten · Wallern im Burgenland · Weiden am See · Winden am See · Zurndorf
- Gemeinsame Normdatei: 4348997-7
- Nationale Bibliotheek van Israël: 987012616569105171
- Virtual International Authority File: 122791354
- WorldCat: E39PCjx666T3qqryvYYf7VDyVC